# Kadsura japonica
Espèce
Synonymes
- Kadsura matsudae Hayata[2],[3]
- Schisandra japonica (L.) Baill.[2],[3]
- Uvaria japonica L.[3]

Kadsura japonica, plus connue sous le nom de vigne kadsura, est une espèce de plantes à fleurs du genre Kadsura et de la famille des Schisandraceae. Possédant une origine d’Asie du Sud-Est, le genre Kadsura fut par le passé utilisé en Chine comme remède populaire. 

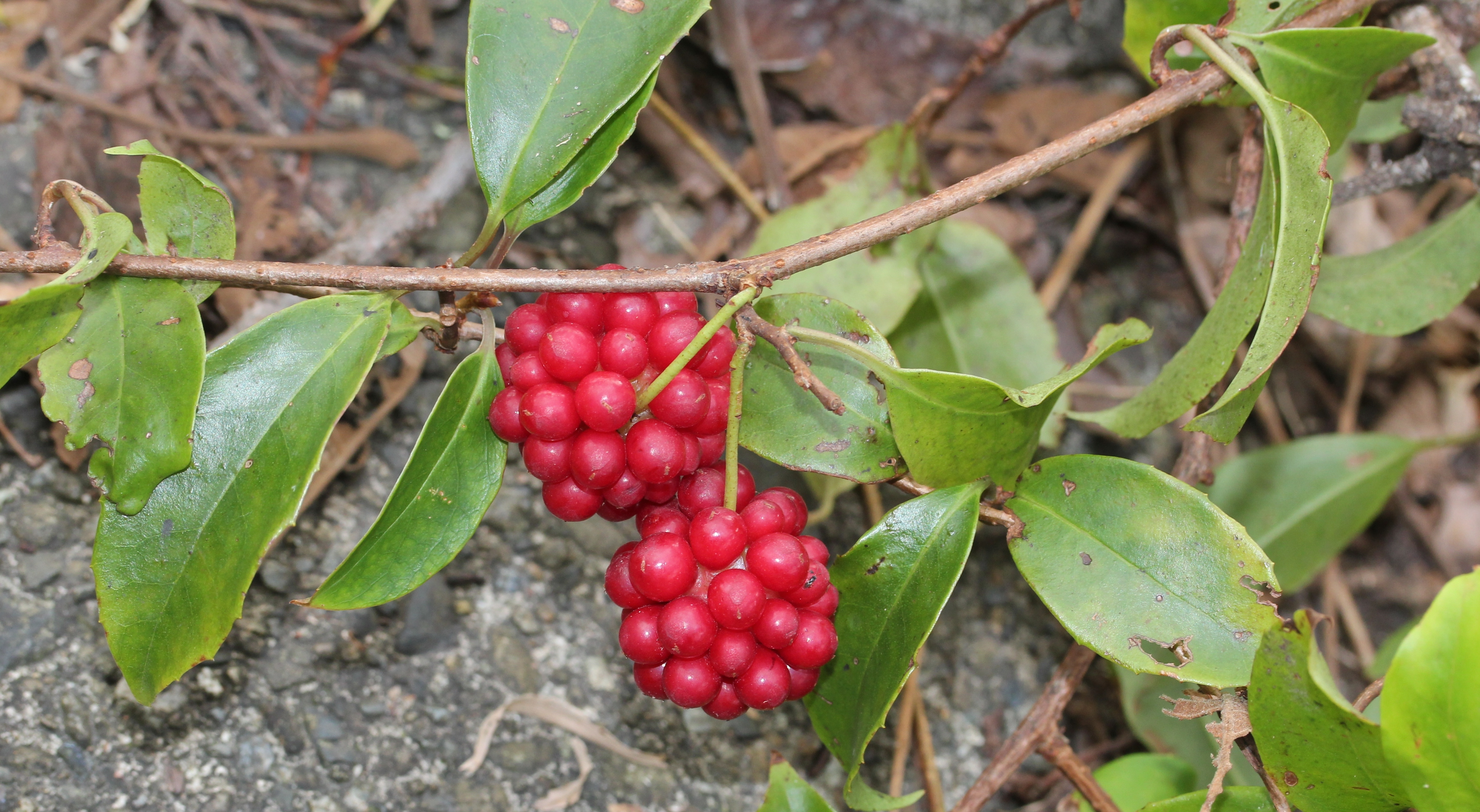
Kadsura japonica du Mount Myoho, Ibigawa, Gifu Prefecture, Japon

## Description
Cette espèce est de type grimpeur à feuilles persistantes pouvant atteindre les 3,5 m. Cette espèce dioïque n’est pas autofertile. 
Elle pousse généralement dans des sols sableux, limoneux et argileux, préférant tout de même les sols drainés à pH acide ou neutre. Ayant pour prédilection les endroits humides, l’espèce peut pousser à mi-ombre ou sans ombre.  
Cette plante horticole à fruits comestibles possède des bénéfices pour la circulation sanguine, et présentait en outre une bonne activité anti-oxydante, anti-hépatites, anti-tumorales, anti-plaquettaires, anti-VIH ainsi qu’un effet neuroprotecteur. 
Récemment, à partir de graines d’un Kadsura sp., quatre nouveaux lignanes ont été isolés :  le kadsulignan H, I, J et K. Le dernier, le kadsulignan K, possède un nouveau type de squelette de benzobicyclooctane dont sa structure, y compris les configurations absolues, a été élucidée par des spectres COSY à longue portée 2D 1 H- 13 C et des conversions chimiques.

## Taxonomie
Kadsura japonica est l'une des nombreuses espèces décrites pour la première fois par Carl von Linné dans la 10e édition de son Systema naturae en 1759, à l'origine comme Uvaria japonica.
43 espèces ont été décrites dans le genre Kadsura.

## Habitat
L’espèce Kadsura japonica est retrouvée en forêt, généralement près des rivières ou du niveau de la mer dans le Sud du Japon et de la Chine ainsi qu’en Corée du Sud. On peut également la retrouver entre 500 m et 2000 m d’altitude dans les provinces de Fujian et de Taïwan.